# HMS Wivern (D66)
«Віверн» (D66) (англ. HMS Wivern (D66) — військовий корабель, ескадрений міноносець «Модифікований Адміралті» типу «W» Королівського військово-морського флоту Великої Британії за часів Другої світової війни.
«Віверн» був закладений 19 серпня 1918 року на верфі компанії J. Samuel White & Company на острові Коуз. 16 квітня 1919 року він був спущений на воду, а 23 грудня 1919 року увійшов до складу Королівських ВМС Великої Британії.

## Історія служби
Після початку Другої світової війни есмінець виконував завдання з ескорту транспортних конвоїв у Південно-західних підходах. У жовтні разом з есмінцями 16-ї флотилії «Вустер», «Веномос», «Вайлд Свон», «Ветеран», «Вустер», «Веріті» й «Вітшед» виконували завдання зі супроводження конвоїв в Англійській протоці та у південно-західних підходах, базуючись на Портсмут.
У липні 1940 року у складі 3-ї групи флоту забезпечував прикриття транспортних конвоїв, що прямували Північним морем, а також прикривав цей напрямок з огляду на заплановане вторгнення німецького вермахту до Британських островів.
20 серпня 1940 року «Віверн» з іншими есмінцями перейшов до 16-ї флотилії есмінців, що забезпечувала охорону східного узбережжя Англії, базуючись на військово-морську базу в Гаріджі.
У вересні 1940 року разом з есмінцями «Волкер», «Вансіттарт», «Весткотт» та «Колдвелл» входив до 5-ї ескортної групи, що базувалася на Ліверпулі, де незабаром їх посилили «Монтрос», «Гарт» та польський «Блискавиця». Протягом осені-зими ця ескортна група продовжувала виконання завдань з патрулювання прибережних вод.

### 1941
З січня до липня 1941 року корабель використовувався для ескортування поодиноких кораблів та суден, а також для постановки мінних полів у прибережних водах окупованих німцями країн. У цей період «Віверн» неодноразово виходив у море на виконання бойових завдань разом з іншими ескадреними міноносцями «Інтрепід», «Ікарус», «Берклі», «Ферні», «Тайндейл», «Вансітарт» та «Імпалсів» з метою встановлення мінних полів неподалік від берегів окупованих нацистами країн Європи.
8 червня 1941 року «Віверн» вийшов у супроводження авіаносця «Вікторіос» разом з однотипними есмінцями «Вансіттарт» і «Вайлд Свон» у тривалий похід до Гібралтару, а звідсіля до Фрітауна на заході Африки.